# Remesar (La Estrada)
Remesar es una parroquia en el este del término municipal del ayuntamiento de La Estrada, en la provincia de Pontevedra, comunidad autónoma de Galicia, España.

## Límites
Limita con las de Santo Tomás de Ancorados, Orazo, Oca y Loimil.

## Población
En 1842 tenía una población de hecho de 212 personas. En los veinte años que van de 1986 a 2006 la población pasó de 246 a 144 lo cual significó una pérdida del 41,46%.
Se encuentra a 9 km de La Estrada.